# Friedrich Wilhelm Raiffeisen
Friedrich Wilhelm Raiffeisen (uttal: ['raifaizən]), född 30 mars 1818, död 11 mars 1888, var en tysk socialreformator. Han tillhör grundarna av den kooperativa rörelsen i Tyskland. Han gjorde stora sociala insatser och har gett namn åt kooperativa bankrörelser i olika europeiska länder, ofta med namn på Raiffeisen. Här ingår även Rabobank, Nederländernas näst största bank.
Raiffeisen verkade som borgmästare i Weyerbusch/Westerwald, Flammersfeld/Westerwald och Heddesdorf. Raiffeisen ville hjälpa till att förbättra invånarnas ekonomiska situation. Han skapade därför den lantbrukskooperativa bankrörelsen, som fick avläggare internationellt – i Sverige som jordbrukskassor (senare ombildat till Föreningsbanken). Raiffeisens välgörenhetstanke ledde från 1862 till bildandet av olika lånekassor, där medlemmarna kunde ges kredit. De olika lånekassorna samverkade sedan på både regional och central nivå.